# Blackeberg (stacja metra)
Blackeberg – powierzchniowa stacja sztokholmskiego metra, leży w Sztokholmie, w dzielnicy Västerort (Bromma), w Blackeberg. Na zielonej linii (T19), między Råcksta i Islandstorget. Dziennie korzysta z niej około 4 300 osób.
Stacja znajduje się między Wrergelandsgatan a Ibsengatan. Posiada jedno wyjście zlokalizowane przy położonej powyżej Vinjegatan. Stację otworzono 26 października 1952 jako 31. w systemie, składy jeździły wówczas na linii Hötorget-Vällingby. Bezpośrednio za stacją w kierunku T-Centralen znajduje się 600 metrowy tunel. Posiada jeden peron.

## Sztuka
- Naturalistyczne malowidła na klinkierze, Ruben Heleander, 1987[3]

## Czas przejazdu
| Linia | Stacja          | Czas przejazdu | Stacja                                       | Czas przejazdu                    |
| T19   | Hässelby strand | 8 min          | Åkeshov Alvik T-Centralen Gamla stan Slussen | 6 min 13 min 26 min 27 min 29 min |
| T19   | Hagsätra        | 49 min         | Åkeshov Alvik T-Centralen Gamla stan Slussen | 6 min 13 min 26 min 27 min 29 min |

## Otoczenie
W najbliższym otoczeniu stacji znajdują się:
- Blackebergs skolan
- Blackebergs gymnasium
- Blackebergs hallen
- Blackebergs östra bollplan
- Grimstaskogen
- Jan Pers holme
- Kvarnviken
- Ljunglöfska slottet
- Sjövillan
- Szpital Zachodni
- Klockhuset